# Олександро-Невський собор (Варшава)

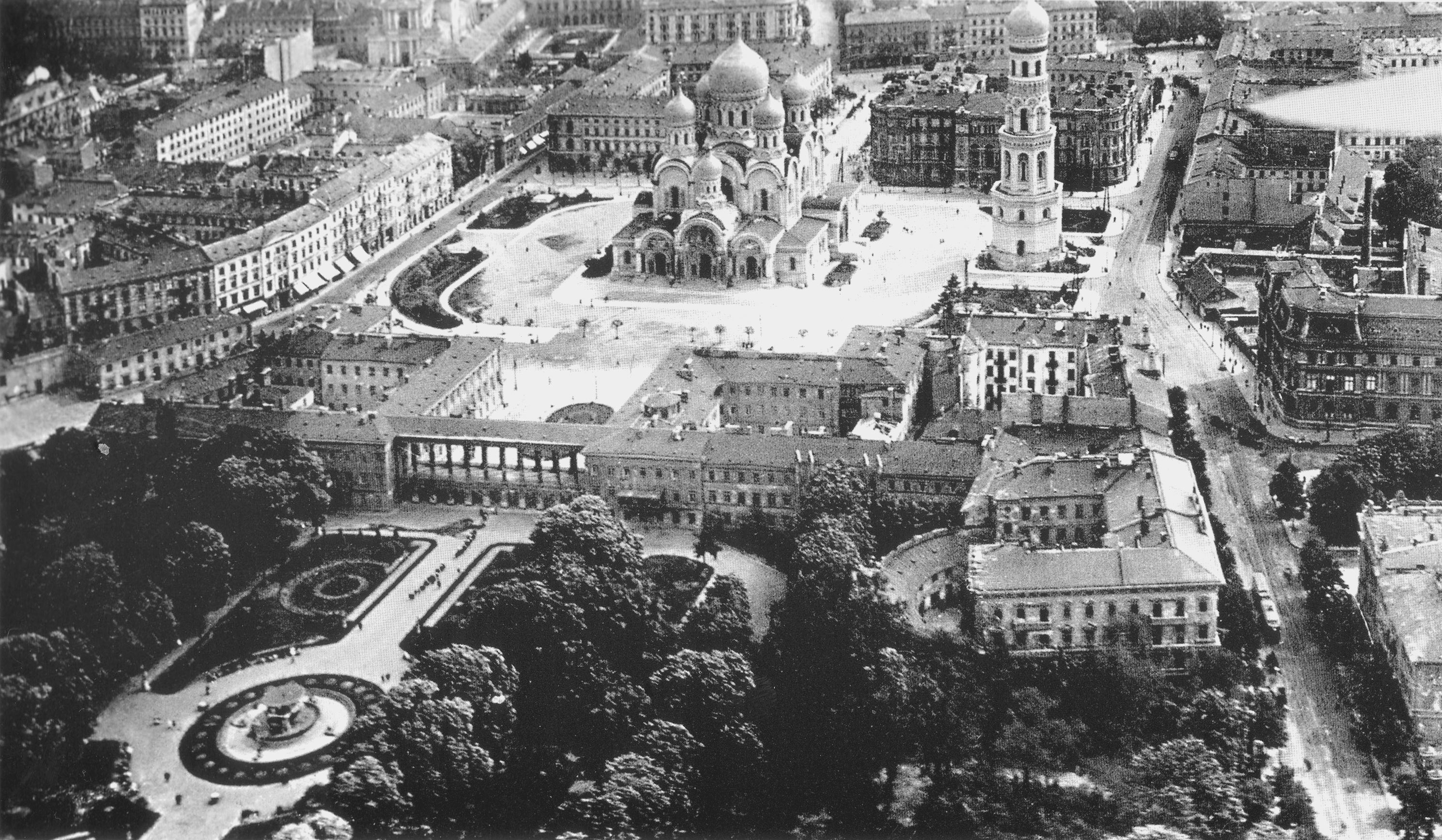
Саксонська площа в 1919 році

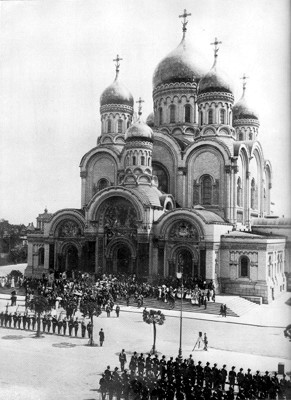
Собор, 1912 р.

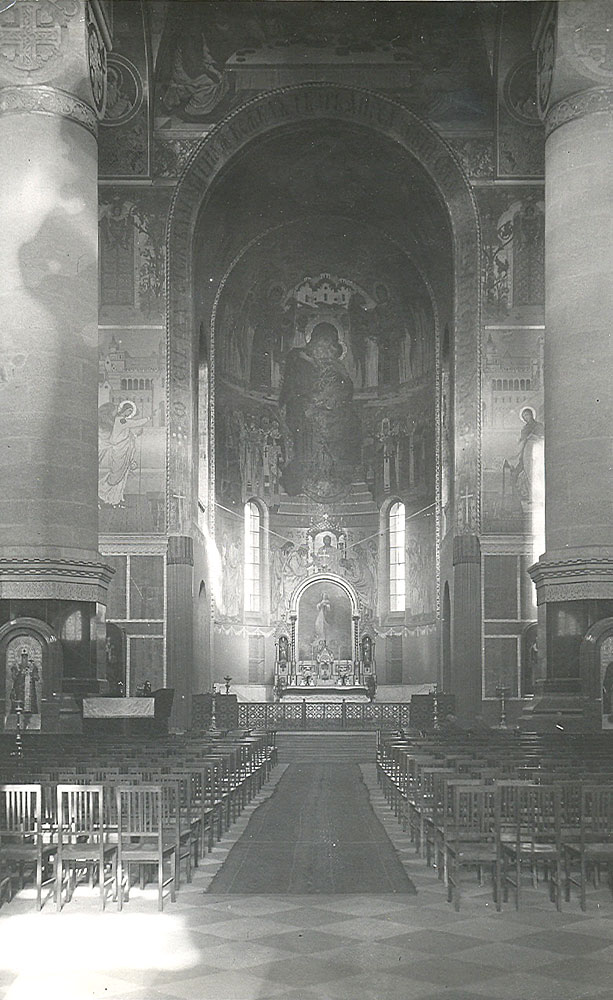
Інтер'єр собору в 1915 році, після перейменування гарнізонної церкви

Олександро-Невський собор у Варшаві (пол. Sobór św. Aleksandra Newskiego) — знищений православний собор, побудований в адміністративному центрі Царства Польського (Російська імперія). Розташовувався на Саксонської площі (пізніше перейменована в площу Пілсудського). Собор за проєктом архітектора Леонтія Бенуа був закладений в 1894 і відкритий в 1912 році. По завершенні будівництва собор досягав у висоту 70 м і був на той час найвищою будівлею у Варшаві.
Собор був зруйнований польськими властями в середині 1920-х років, через менш ніж 15 років після відкриття. Головними мотивами знесення послужило те, що собор, який займав одну з головних площ Варшави, нагадував про російською пануванні над Польщею. Крім собору святого Олександра Невського у Варшаві, поляками за тими ж мотивами були знищені і інші православні храми на території країни.

## Передісторія
Польська держава припинила своє існування в 1795 році в результаті поділів Польщі. Варшава увійшла до складу Російської імперії в 1815 за рішенням Віденського конгресу і стала одним з найбільших міст імперії. Щоб запобігти повторенню повстань, у другій половині XIX століття в місті розташовувався великий гарнізон російських військ. Великий приплив російських солдатів і чиновників, здебільшого православних, а також політика щодо поводження уніатів у православ'я, послужили причиною будівництва православних храмів. У 90-х роках XIX століття в Польщі було побудовано близько 20 православних церков, здебільшого полкових.
Ідею будівництва в Варшаві великого кафедрального собору вперше висловив у своїй записці імператору Олександру III Генерал-губернатор Польщі Гурко Йосип Володимирович. За його словами, існуючі православні храми у Варшаві могли вмістити тільки десяту частину з 42 000 православних віруючих, і новий собор «свідчив би своїм зовнішнім виглядом і внутрішнім змістом про велич панівної Церкви Російської Держави».

## Будівництво та архітектура
28 серпня 1893 року було організовано комітет з будівництва собору, який очолив Гурко. Імператор схвалив архітектурний проект, запропонований Л. Н. Бенуа. 2 червня 1894 року місце будівництва на Саксонської площі було освячено архієпископом Флавіаном. 30 серпня, в свято св. Олександра Невського і іменин імператора, в присутності І. В. Гурко архієпископ Варшавський і Холмський Флавіан (Городецький) здійснив урочисте закладення собору в ім'я «небесного покровителя наших царів».
Кошти на будівництво жертвували приватними особами з усієї імперії. Сума в 13 500 рублів була пожертвувана Іоанном Кронштадтським, значна частина грошей на будівництво собору була отримана за рахунок обов'язкових пожертв з муніципалітетів, які перебували під управлінням Гурко, і введенням спеціального податку в Варшаві. Загальна вартість будівництва собору склала більше 3 мільйонів рублів. За проектом Л. Н. Бенуа собор був п'ятикупольним з квадратною основою і окремою дзвіницею.
У 1900 році будівництво собору, вміщав 2,5 тисячі осіб, було закінчено, і 9 листопада над головним куполом був встановлений чотирикінцевий хрест. 70-метрова дзвонова храму стала найвищою будівлею у Варшаві.
Робота над інтер'єром собору тривала під керівництвом професора Миколи Покровського ще 12 років. Фрески для храму малював Васнецов Віктор Михайлович, 12 мозаїчних панно набрані в мозаїчної майстерні В. А. Фролова за ескізами В. М. Васнецова і Андрія Рябушкина. В оформленні собору були використані дорогоцінні й напівкоштовні камені, а також мармур і граніт. Вівтар був прикрашений колонами з яшми, подарованих Миколою II. Головний з 14 дзвонів (відлитих дзвіниці-ливарним заводом П. М. Фінляндського) на дзвіниці був п'ятим за величиною в імперії.
20 травня 1912 року головний вівтар собору був урочисто освячений митрополитом Київським і Галицьким Флавіаном (Городецьким) в ім'я св. князя Олександра Невського.
Південну межу храму був освячений 27 травня 1912 р архієпископом Варшавським і Привисленским Миколою (Зіоровим) в ім'я св. Миколи.
Північний приділ був освячений їм ж 3 червня 1912 року в ім'я святих Кирила і Мефодія. Архієпископ Варшавський і Привисленский Микола на освяченні сказав таку промову: «Творячи цей храм, його творці не мали в своїх думках нічого ворожого до навколишнього нас інослав'я: насильство не в природі Православ'я». Після відкриття в соборі відзначалися найважливіші урочистості в житті російської Варшави — ювілей Вітчизняної війни 1812 року, святкування 300-річчя дому Романових.
Між 1912 і 1915 роками під дзвіницею була освячена каплиця.

## Знесення
На початку 1915 року в ході Першої світової війни російське населення було евакуйовано з міста разом з православним духовенством. З Олександра-Невського собору був вивезений іконостас і найбільш цінні деталі внутрішнього оздоблення. В ході окупації Варшави німецькими військами собор використовувався як гарнізонний костел німецької кірхи. Собор був перейменований на честь св. Генріха. Перша служба за католицьким зразком пройшла в соборі 25 лютого, перша лютеранська служба — 5 березня. З куполів собору була знята позолота, всередині встановлений орган і ряди стільців для прихожан.
Після повернення незалежності Польщі в 1918 році доля собору, повернутого православній єпархії (настоятелем собору став архієпископ Антоній (Марценко)), була предметом багаторічних суперечок. Собор сприймався поляками як символ російського панування і тому був вкрай непопулярний. Мистецтвознавчий факультет Університету Стефана Баторія в Вільнюсі стверджував, що будівля собору не має особливої художньо-історичної цінності.
Були пропозиції повністю переобладнати зовнішній вигляд собору під католицький костел. Письменник Стефан Жеромський висунув ідею про створення в соборі музею мартирологу (мучеництва) польського народу або етнології. Однак найбільш популярною була утилітарна думка: через те, що після від'єднання Польщі від Росії православних парафіян у Варшаві практично не залишилося, собор, як символ чужоземної віри, що займає багато місця на одній з основних площ Варшави і, як бачиться, не є видатним твором архітектури, повинен бути знесений.
Питання знесення собору розглядалося на засіданні Польського Сейму 1 Скликання. Єдиний голос проти його знесення належав російському депутату Миколі Серебренникову. Незважаючи на протести, собор був знесений в 1924-1926 роках, разом з іншими православними храмами в Варшаві (діючими залишилися тільки дві православні церкви). Надаючи великого значення політичному і національному значенням руйнування найбільшого православного собору в міжвоєнній Польщі, варшавський магістрат також випустив спеціальну позику, завдяки якій «кожен поляк міг стати причетним до цієї справи». Позика була забезпечена вартістю матеріалу, отриманого в результаті знесення.
Знесення собору зайняло багато часу і потребувало близько 15 000 малих вибухів. Мармурові плити з собору були використані при оформленні різних будівель в Варшаві. Значна частина фресок була перевезена в Покровський собор у Барановичах. Після тривалого зберігання в Національному музеї Варшави інші фрагменти були встановлені в православному храмі Марії Магдалини на Празі на правобережній частині Варшави. Яшмові колони були перевезені в усипальницю маршала Пілсудського в Кракові.